# Антруп, Вильгельм
Ви́льгельм А́нтруп (нем. Wilhelm Antrup; 1 февраля 1910, Леден, Теккленбург, Вестфалия — 24 ноября 1984, Нойбиберг, Бавария) — немецкий военный лётчик, участник Второй мировой войны.

## Биография
Вильгельм Антруп родился 1 февраля 1910 года в Ледене, Теккленбург, Вестфалия, Германская империя. В 1932 году окончил в Данцигский технический университет. В 1934 году поступил в Немецкую школу коммерческой авиации в Котбусе. В 1935 году вступил в только что организованную Люфтваффе, после окончания обучения — в 155-й бомбардировочной эскадре. С 1937 по 1938 годы принимал участие в Гражданской войне в Испании в качестве лётчика связи в составе легиона «Кондор». В 1939 году получил знание обер-лейтенанта и был назначен техническим офицером при штабе 55-й бомбардировочной эскадры. 27 октября 1940 года получил звание капитана и был назначен командиром 5-й эскадрильи 55-й бомбардировочной эскадры, которая в то время находилось в оккупированной немцами Северной Франции и принимала участие в Битве за Британию. С июня 1941 года его эскадрилья была задействована на южном участке фронта в Германо-советской войне. 1 октября 1942 года произведён в майоры. С 1 апреля 1943 года — временно исполняющий обязанности командира 3-й группы 55-й бомбардировочной эскадры. С 6 мая 1943 года — командир группы, которая должна была быть задействована в операции «Цитадель». С 8 августа 1943 года — командир 55-й бомбардировочной эскадры. С 1 июня 1944 года — подполковник. В ночь с 21 на 22 июня 1944 года он во главе своей эскадры и приданных к ней частей 4, 27 и 53-х бомбардировочных эскадр — исполнитель операции Frantic ао атаке на аэродром Полтавы, где базировались 114 американских бомбардировщиков B-17. В результате операции 43 бомбардировщика противника из которых были уничтожены на земле, а еще 23 повреждены. С 1 октября 1944 года отошёл от командования.
После окончания Второй мировой войны, с 1956 года — в составе Люфтваффе Бундесвера, начальник 1-й технической школы Люфтваффе в звании полковника. С 1 декабря 1956 года — в 3-й технической школы Люфтваффе в том же качестве. С 31 марта 1968 года — бригадный генерал, с того же дня в отставке. Работал консультантом в электронной компании Fritz Helige во Фрайбурге и в американской оборонной компании Litton Industries. Скончался 4 ноября 1984 года в Нойбиберге, Бавария.

## Награды
За участие в боевых действиях во время Второй мировой войны был награждён рядом высших наград, в том числе:
- 2 января 1942 года — Немецкий крест в золоте.
- 22 ноября 1942 года — Рыцарский крест Железного креста.
- 18 ноября 1944 года — Рыцарский крест Железного креста с дубовыми листьями — за операцию Frantic и более 500 боевых вылетов.